# Plastic Beach
Plastic Beach là album phòng thu thứ ba của ban nhạc ảo Gorillaz, được phát hành vào ngày 3 tháng 3 năm 2010 bởi Parlophone và Virgin Records. Vốn là một dự án dang dở của Gorillaz mang tên "Carousel", album được thu trong khoảng từ tháng 7 năm 2008 tới tháng 11 năm 2009 và được sản xuất bởi trưởng nhóm Damon Albarn. Album cũng đánh dấu sự tham gia của rất nhiều nghệ sĩ như Snoop Dogg, Gruff Rhys, De La Soul, Bobby Womack, Mos Def, Lou Reed, Mick Jones, Mark E. Smith, Paul Simonon, Bashy, Kano, Little Dragon và Hypnotic Brass Ensemble.
Plastic Beach bắt đầu với vị trí số 2 tại UK Albums Chart và bán được 74.000 bản chỉ ngay trong tuần đầu tiên. Tại Mỹ, album cũng có được vị trí tương tự trong tuần đầu tiên tại Billboard 200, với khoảng 112.000 bản được bán, ngoài ra cũng nằm trong top 10 tại nhiều quốc gia khác. Plastic Beach hầu hết nhận được rất nhiều đánh giá tích cực từ người hâm mộ và giới chuyên môn.

## Danh sách ca khúc
| STT              | Nhan đề                                                                                  | Thời lượng |
| ---------------- | ---------------------------------------------------------------------------------------- | ---------- |
| 1.               | "Orchestral Intro" (cùng Sinfonia ViVA)                                                  | 1:09       |
| 2.               | "Welcome to the World of the Plastic Beach" (cùng Snoop Dogg và Hypnotic Brass Ensemble) | 3:35       |
| 3.               | "White Flag" (cùng Bashy, Kano và dàn nhạc giao hưởng Ả-rập phương Đông London)          | 3:42       |
| 4.               | "Rhinestone Eyes"                                                                        | 3:19       |
| 5.               | "Stylo" (cùng Bobby Womack và Mos Def)                                                   | 4:29       |
| 6.               | "Superfast Jellyfish" (cùng De La Soul và Gruff Rhys)                                    | 2:54       |
| 7.               | "Empire Ants" (cùng Little Dragon)                                                       | 4:43       |
| 8.               | "Glitter Freeze" (cùng Mark E. Smith)                                                    | 4:02       |
| 9.               | "Some Kind of Nature" (cùng Lou Reed)                                                    | 2:59       |
| 10.              | "On Melancholy Hill"                                                                     | 3:53       |
| 11.              | "Broken"                                                                                 | 3:16       |
| 12.              | "Sweepstakes" (cùng Mos Def và Hypnotic Brass Ensemble)                                  | 5:19       |
| 13.              | "Plastic Beach" (cùng Mick Jones và Paul Simonon)                                        | 3:46       |
| 14.              | "To Binge" (cùng Little Dragon)                                                          | 3:55       |
| 15.              | "Cloud of Unknowing" (cùng Bobby Womack và Sinfonia ViVA)                                | 3:05       |
| 16.              | "Pirate Jet" (cùng The Purple, The People và The Plastic Eating People)                  | 2:32       |
| Tổng thời lượng: | Tổng thời lượng:                                                                         | 56:46      |

| Bản tái phát hành với bonus tracks (tải kỹ thuật số từ ngày 29 tháng 11 năm 2010) | Bản tái phát hành với bonus tracks (tải kỹ thuật số từ ngày 29 tháng 11 năm 2010) | Bản tái phát hành với bonus tracks (tải kỹ thuật số từ ngày 29 tháng 11 năm 2010) |
| STT                                                                               | Nhan đề                                                                           | Thời lượng                                                                        |
| --------------------------------------------------------------------------------- | --------------------------------------------------------------------------------- | --------------------------------------------------------------------------------- |
| 17.                                                                               | "Doncamatic" (cùng Daley)                                                         | 3:22                                                                              |
| Tổng thời lượng:                                                                  | Tổng thời lượng:                                                                  | 60:08                                                                             |

| Bonus tracks tại Nhật Bản (ca khúc 17 xuất hiện trong cả ấn bản phổ thông lẫn experience edition, ca khúc 18 chỉ có trong experience edition) | Bonus tracks tại Nhật Bản (ca khúc 17 xuất hiện trong cả ấn bản phổ thông lẫn experience edition, ca khúc 18 chỉ có trong experience edition) | Bonus tracks tại Nhật Bản (ca khúc 17 xuất hiện trong cả ấn bản phổ thông lẫn experience edition, ca khúc 18 chỉ có trong experience edition) |
| STT | Nhan đề | Thời lượng |
| --- | --- | --- |
| 17. | "Pirate's Progress" (cùng Sinfonia ViVA) | 4:03 |
| 18. | "Stylo" (Video) | 5:02 |
| Tổng thời lượng: | Tổng thời lượng: | 65:51 |

| iTunes bonus tracks | iTunes bonus tracks                         | iTunes bonus tracks |
| STT                 | Nhan đề                                     | Thời lượng          |
| ------------------- | ------------------------------------------- | ------------------- |
| 17.                 | "Pirate's Progress" (cùng Sinfonia ViVA)    | 4:03                |
| 18.                 | "Three Hearts, Seven Seas, Twelve Moons"    | 2:14                |
| 19.                 | "Stylo" (cùng Mos Def & Bobby Womack Video) | 5:01                |
| Tổng thời lượng:    | Tổng thời lượng:                            | 68:05               |

| Experience edition bonus DVD | Experience edition bonus DVD  | Experience edition bonus DVD |
| STT                          | Nhan đề                       | Thời lượng                   |
| ---------------------------- | ----------------------------- | ---------------------------- |
| 1.                           | "The Making of Plastic Beach" | 34:00                        |

## Đánh giá

### Đánh giá chuyên môn
| Đánh giá chuyên môn  | Đánh giá chuyên môn |
| Nguồn đánh giá       | Nguồn đánh giá      |
| Nguồn                | Đánh giá            |
| -------------------- | ------------------- |
| Allmusic             | [ 5 ]               |
| The A.V. Club        | B+                  |
| Entertainment Weekly | B                   |
| The Guardian         | [ 8 ]               |
| Mojo                 | [ 9 ]               |
| Pitchfork Media      | 8.5/10              |
| Q                    | [ 11 ]              |
| Rolling Stone        | [ 12 ]              |
| Slant Magazine       | [ 13 ]              |
| Spin                 | 7/10                |

## Xếp hạng và chứng chỉ

### Xếp hạng
| Bảng xếp hạng (2010)        | Vị trí cao nhất |
| --------------------------- | --------------- |
| Australian Albums Chart     | 1               |
| Austrian Albums Chart       | 1               |
| Belgian Albums Chart        | 1               |
| Canadian Albums Chart       | 3               |
| Czech Republic Albums Chart | 6               |
| Danish Albums Chart         | 1               |
| French Albums Chart         | 2               |
| German Albums Chart         | 3               |
| Icelandic Albums Chart      | 4               |
| Irish Albums Chart          | 4               |
| Italian Albums Chart        | 12              |

| Bảng xếp hạng (2010)     | Vị trí cao nhất |
| ------------------------ | --------------- |
| Mexican Albums Chart     | 10              |
| Dutch Albums Chart       | 8               |
| New Zealand Albums Chart | 4               |
| Norwegian Albums Chart   | 6               |
| Polish Albums Chart      | 7               |
| Portuguese Albums Chart  | 4               |
| Spanish Albums Chart     | 24              |
| Swedish Albums Chart     | 10              |
| Swiss Albums Chart       | 2               |
| UK Albums Chart          | 2               |
| US Billboard 200         | 2               |
| Brazilian Albums Chart   | 2               |

| Bảng xếp hạng (2010)    | Vị trí |
| ----------------------- | ------ |
| European Top 100 Albums | 30     |
| UK Albums Chart         | 40     |
| US Billboard 200        | 89     |

| Quốc gia                 | Chứng nhận |
| ------------------------ | ---------- |
| Úc (ARIA)                | Vàng       |
| Canada (Music Canada)    | Vàng       |
| Đan Mạch (IFPI Đan Mạch) | Vàng       |
| Pháp (SNEP)              | Bạch kim   |
| Ireland (IRMA)           | Vàng       |
| Anh Quốc (BPI)           | Bạch kim   |